# Central City (Arkansas)
Central City è un comune degli Stati Uniti d'America, situato in Arkansas, nella contea di Sebastian.